# Adele Goldberg
Adele Eva Goldberg, född 9 november 1963 i Columbus i New Jersey i USA[källa behövs], är en amerikansk lingvist som är mest känd för konstruktionsgrammatik, ett förhållningssätt till kognitiv lingvistik som betonar att talares språkkunskaper består av en systematisk sammanläggning av former och funktioner, som de lärt sig från det språk de hör omkring sig.

## Biografi
Goldberg avlade 1985 kandidatexamen i matematik och filosofi från University of Pennsylvania. Hon avlade sedan masterexamen i lingvistik 1989 och 1992 doktorsexamen i lingvistik, båda vid University of California. Hon bedrev sina studier tillsammans med George Lakoff, Charles Fillmore och Dan Slobin. Hon är gift med Ali Yazdani, professor i fysik.
Sedan 2004 har Goldberg varit professor i psykologi och lingvistik vid Princeton University. Åren 1997-2004 var hon anställd vid Beckman Institute, University of Illinois at Urbana-Champaign som docent i lingvistik. Från 1997 till 1998 var hon också docent i lingvistik vid University of California, San Diego, efter att ha börjat på UCSD som biträdande professor 1992.
Goldbergs forskning fokuserar på språkets psykologi, såsom teoretiska och experimentella aspekter på grammatik och dess representation, förvärv av samverkan mellan form och funktion och syntaktisk preparering. Hennes verk syftar till att belysa paralleller mellan språk och andra kognitiva processer.
Hon är mest känd för sitt arbete om konstruktioner: grammatisk samverkan hos form och funktioner, som är relaterade till varandra i ett systematiskt nät av inlärd kunskap; statistiskt föregripande: idén att konkurrensen mellan grammatiska konstruktioner i sitt sammanhang kan orsaka en sämre utformning av vissa uttryck som annars skulle godtas, samt skapande och utveckling av ett artificiellt inlärningsparadigm för konstruktion: vilket är besläktat med att lära sig nya ord med nya betydelser, och hypotesen om att båda statistik (särskilt i form av skev inmatning) och funktionerna för konstruktioner spelar en viktig roll i lärandet.
I teoretiskt arbete, hävdar Goldberg att funktionerna hos konstruktioner ofta hjälper till att avmystifiera traditionella språkproblem. Tillsammans med Francesca Citron undersöker hon den neutrala bearbetning av konventionella metaforer och deras fysiska och känslomässiga korrelat.

## Utmärkelser
- 2016 Humboldt Research Award.
- 2014-  Stipendium av Linguistic Society of America.
- 2010-2014 Stipendiat vid Einstein Foundation. Freie Universitat, Berlin.
- 2003-2004 Stipendiat vid Center for Advanced Study in the Behavioral Sciences. Stanford, California.
- 2000. Stipendium av Center for Advanced Study, UIUC.
- 1996 Gustave O. Arlt Book Award. North American Graduate Council for Constructions (1995).